# Папанова Валентина Анатоліївна
Шаблон:Культурна спадщина та видатні постаті 2025
Папа́нова Валенти́на Анато́ліївна (нар. 13 червня 1953, с. Теремно, Волинська область) — українська вчена, педагогиня, історикиня, археологиня. Кандидатка історичних наук (1994), професорка, завідувачка кафедри історії та філософії Бердянського державного педагогічного університету (БДПУ).

## Біографія
У 1976 році закінчила історичний факультет Запорізького державного педагогічного інституту. У 2002 році — юридичний факультет Запорізького національного університету. З 1976 по 1993 рік працювала вчителькою історії, суспільствознавства та правознавства у середній школі № 1 міста Бердянськ.
У 1993 році почала викладацьку діяльність на кафедрі історичних та економічних дисциплін Бердянського державного педагогічного інституту. У 1994 році у спеціалізованій вченій раді Інституту археології Національної академії наук України захистила кандидатську дисертацію на тему «Некрополь Ольвії: історична топографія та поховальний обряд» (науковий керівник — член-кореспондент НАН України, доктор архітектури, професор С.Д. Крижицький), здобувши науковий ступінь кандидатки історичних наук за спеціальністю — археологія.
У 1994–2007 роках працювала в Азовському регіональному інституті управління при Запорізькому національному технічному університеті, де обіймала посади старшої викладачки, доцентки, а з 1997 року — завідувачки кафедри історії і теорії держави та права. Водночас викладала за сумісництвом у Бердянському державному педагогічному університеті.
З 2007 року — деканка соціально-гуманітарного факультету, професорка кафедри всесвітньої історії та правознавства БДПУ. Її науково-педагогічна діяльність суттєво вплинула на розвиток університетської науки.

## Наукова діяльність
Засновниця кафедральної археологічної лабораторії в БДПУ, організаторка десятків археологічних експедицій в Ольвії, до яких активно залучає студентів.
Авторка понад 60 наукових праць, серед яких монографії та навчальні посібники з історії та археології. Серед вагомих праць — «Лекції з історії держави і права України» та «Урочище Сто Могил: некрополь Ольвії Понтійської».
Наукові інтереси включають дослідження символіки поховального і поминального обрядів ольвіополітів, особливостей приміських садиб Ольвії Понтійської, питання охорони археологічної спадщини та розвиток місцевого самоврядування.

## Відзнаки
- Орден Трудової Слави III ступеня (1986);
- Медаль «За вагомий внесок у розвиток міста» (2005);
- Медаль «З нагоди святкування 15-ої річниці незалежності України» (2006);
- «Почесний орден міста» (2008);
- Нагрудний знак «Антон Макаренко» (2009);
- Почесна грамота Міністерства освіти України (1999);
- Почесні грамоти Запорізької обласної державної адміністрації (2001, 2003, 2012);
- Орден «За заслуги перед Запорізьким краєм» III ступеня (2018);
- Почесне звання «Відмінник народної освіти УРСР» (1978);
- Почесне звання «Заслужений працівник освіти України» (2012);
- Почесна громадянка міста Бердянськ (2019)[4].